# Rossana Barragán
Rossana Barragán Romano es una investigadora y archivista boliviana, considerada una de las más importantes historiadoras en su país.

## Biografía

### Formación
En 1978 obtuvo la licenciatura en historia por la Universidad de París I. Sorbona, en 1979 obtuvo la maestría por la misma universidad y en 2003 obtuvo el Doctorado en historia Social en la Ecole des Hautes Etudes en Sciences.

### Labor académica
Ha sido docente de la Universidad Mayor de San Andrés en las carreras de Historia, Sociología y Antropología, docente en la Facultad Latinoamericana de Ciencias Sociales, FLACSO, y directora de la revista de Ciencias Sociales Tink´azos.Fue directora del Archivo Histórico de La Paz.
En 2017 organizó la Conferencia Latinoamérica y del Caribe Trabajo y trabajadores, como resultado se creó la Red Latinoamericana de Historia del Trabajo y Trabajadores, cuya web es administrada por Barragán junto a Amaru Villanueva y Cristina Machicado.

## Obra
Entre su trabajo de investigación se encuentran numerosos artículos, y libros referenciales para la formación en investigación como: Guía para la formulación y ejecución de proyectos de investigación, algunos de sus libros son citados a continuación:
- Etnicidad y Verticalidad Ecológica de las Comunidades de Sicasica, Ayo Ayo y Calamarca (Siglos XVIXVII), y El Acceso Vertical y el Nacimiento de la Hacienda en Palca. Museo Nacional de Etnografía y Folklore. La Paz. 1982

- Etnicidad y Marginalidad. Los Uru Muratos y Aymaras del Lago Poopó.1985 En colaboración con Ramiro Molina Rivero. UNICEF. La Paz.

- La Paz Chuquiago: El Escenario de la vida de la ciudad (junto con S.Arze) 1988

- Espacio Urbano y Dinámica Étnica. La Paz en el siglo XIX. HISBOL. La Paz. 1990

- Memorias de un olvido.Testimonios de vida Uru Muratos. Recopilación de los testimonios de vida de Lucas Miranda y Daniel Moricio. ASUR HISBOL. La Paz. 1993

- Los Urus en la Historia. Textos Escolares N.º 1. Serie Juvenil Uru Murato. ASUR IAF UNICEF. La Paz. 1993

- Etnicidad, Economía y Simbolismo en los Andes junto con Arze S.Escoabari, L. y Medinaceli X II. Congreso Internacional de Etnohistoria. Coroico. HISBOL/IFEA/SBH ASUR. La Paz. 1993 (Ed.)

- ¿Indios de Arco y Flecha? Entre la historia y la arqueología de las poblaciones del norte de Chuquisaca. ASUR. Chuquisaca. 1994

- Guía de Archivos para la historia de los pueblos indígenas de Bolivia. CID, 1994 SAEGG. La Paz. En coautoría con Silvia Arze, Ximena Medinaceli y Seemin Qayum, 1994

- De terratenientes a amas de casa: Mujeres de la élite de La Paz en la primera mitad del siglo XX. Serie: "Protagonistas de la Historia" Ministerio de Desarrollo Humano. Secretaría de Asuntos Étnicos, de Género y Generacionales. Subsecretaría de Asuntos de Género. La Paz.

- El Siglo XIX en Bolivia y América Latina. Ed. Muela del Diablo. Instituto Francés de Estudios Andinos, Embajada de Francia y Coordinadora de Historia. La Paz. 1997 (Ed.)

- Debates Post Coloniales: Una introducción a los Estudios de la Subalternidad.Historias, Sephis, Aruwiyiri, Coordinadora de Historia, South -South Exchange Programme for research on the history of development y THOA. La Paz. En coautoría con Silvia Rivera, 1997

- Guía de procedimientos básicos para la formulación de un proyecto de investigación. PIEB. La Paz. En coautoría con Virgina Ayllón, Javier Sanjinés y Erick Langer. 1999

- Indios, mujeres y ciudadanos. Legislación y ejercicio de la ciudadanía en Bolivia (siglo XIX). La Paz. Fundación Diálogo. Embajada del Reino de Dinamarca en Bolivia. 1999

- La violación como prisma de las relaciones sociales y el entramado estatal. Etnografía y hermenéutica de la justicia. En: Calla P. (Coord.), Barragán R., Salazar C., Solíz C. y Arteaga T.

- Rompiendo silencios: La violencia sexual y los desafíos al régimen de Género. Coordinadora de la Mujer. 2005

- Acceso y permanencia de las niñas rurales en las escuelas. La Paz. Ministerio de Educación. La Paz. 2005

- El Poder de las regiones. Junto con José Luis Roca. Cuadernos de Futuro n.º 21. PNUD. La Paz, 2005

- Asambleas Constituyentes. Ciudadanía y elecciones, convenciones y debates (1825-1971).La Paz: Editorial Muela del Diablo. 2006

- La Paz, ciudad de Contrastes. En coautoría con Fernando Cajías, Ximena Medinaceli y Magdalena Cajías. La Paz. 2007

- Los Nietos de la Reforma Agraria. En coautoría con Miguel Urioste y Gonzalo Colque. La Paz: Fundación Tierra. 2007

- Miradas a la Junta de La Paz en 1809. Alcaldía Municipal de La Paz.La Paz. 2009

- De Juntas, Guerrillas,Héroes y Conmemoraciones.Alcaldía Municipal de La Paz. La Paz

- Gran Poder: La morenada. Colección Fiesta Popular Paceña. PIEB. La Paz, 2010
- Potosí global, 2019[1]